# Мален
Мале́н (фр. Mâlain) — коммуна во Франции, находится в регионе Бургундия. Департамент коммуны — Кот-д’Ор. Входит в состав кантона Сомбернон. Округ коммуны — Дижон.
Код INSEE коммуны — 21373.

## Население
Население коммуны на 2010 год составляло 721 человек.
| 1962 | 1968 | 1975 | 1982 | 1990 | 1999 | 2010 |
| ---- | ---- | ---- | ---- | ---- | ---- | ---- |
| 645  | 564  | 510  | 554  | 660  | 750  | 721  |

## Экономика
В 2010 году среди 468 человек трудоспособного возраста (15—64 лет) 346 были экономически активными, 122 — неактивными (показатель активности — 73,9 %, в 1999 году было 70,2 %). Из 346 активных жителей работали 325 человек (164 мужчины и 161 женщина), безработных было 21 (11 мужчин и 10 женщин). Среди 122 неактивных 43 человека были учениками или студентами, 55 — пенсионерами, 24 были неактивными по другим причинам.